# Viviennea griseonitens
Viviennea griseonitens är en fjärilsart som beskrevs av Rothschild 1909. Viviennea griseonitens ingår i släktet Viviennea och familjen björnspinnare. Inga underarter finns listade i Catalogue of Life.